# Architype Albers
Architype Albers is een geometrisch geconstrueerd 'stencil' lettertype, gebaseerd op een serie experimenten tussen 1926 en 1931 door Josef Albers (1888-1976), een Duits ontwerper, docent en typograaf.
Albers studeerde kunst in Berlijn, Essen en München waarna in 1920 hij doorstroomde als student aan het Weimarse Bauhaus. Hij gaf les  aan het  voorbereidende onderwijs  op de Afdeling Ontwerp in 1922, en promoveerde tot professor in 1925, het jaar waarin het Bauhaus naar Dessau verhuisde. Hij bleef lesgeven tot de school werd gesloten door de nazipartij NSDAP in 1933.

## Eigenschappen
Albers ontwierp een serie 'stencil'-lettertypen in de periode dat hij les gaf aan het Bauhaus in Dessau. Het lettertype is opgebouwd uit een beperkte set geometrische vormen in een combinatie van relatieve groottes met een verhouding 1:3. Als getekend in een ruitjesvlak vormt elke combinatie van vierkants-, driehoeks- en cirkelelementen een doordacht harmonieuze doch simpele letter. Het is niet geschikt als letter voor bulktekst, maar voor gebruik op posters en grote borden.
Architype Albers maakt, naast vergelijkbare Architype lettertypen deel uit van een serie vroeg-twintigste-eeuwse experimentele lettertypen, in 1997 gedigitaliseerd door Freda Sack en David Quay van The Foundry in Londen.